# Paco López Albert
Francisco López Albert (València, 19 de juny de 1972), més conegut com a Paco López, és un artista faller. Assisteix com a oient a l'Escola d'Arts i Oficis de València compaginant aquesta activitat amb la realització de Falles durant el cap de setmana. Signa el seu primer Cadafal Faller als anys 80 per la comissió Mercat de Picassent.
En 1993 fa les proves d'accés al Gremi Artesà d'Artistes Fallers examinat per Josep Martínez Mollà. La comissió Bisbe Amigó-Conca acollirà les seues dos Falles infantils d'examen que li permetran aprovar. Amb la primera, que duia per lema "La sireneta", guanya el primer premi de secció primera i també el ninot indultat infantil. La segona, "Un jardí de faules", resulta guardonada amb el primer premi de secció especial infantil i amb ella torna a fer-se amb el ninot indultat de les falles menudes de València. Al 1996, en esta ocasió amb Arxiduc Carles-Xiva, planta "Jugant amb l'espai" , falla mereixedora del primer premi de secció especial infantil.
A banda de la seua dedicació com artista faller forma part de Lladró durant dos anys i mig treballant com a escultor per la coneguda empresa valenciana.
Al 1999 planta per primera vegada Falla gran al Cap i Casal per mediació de Pepe Puche a Malvarrosa-A.Ponz-Cavite amb la mala sort que les fortes pluges la fan tombar. Aquest esdeveniment no serà impediment per a què membres de Convent de Jerusalem-Matemàtic Marzal compten amb ell al següent exercici. Així a l'any 2000 debuta a la secció especial de les Falles de València i es fa amb el primer premi plantant "L'encantament". En 2001 repetirà guardó a la mateixa demarcació amb "Descobriments del segle XVIII", obra que l'artista considera una de les més completes de la seua trajectòria artística. Fins a l'any 2010 a excepció d'un any plantarà ininterrompudament per la mateia comissió a la categoria d'or aconseguint dos ninots indultats i un altre primer premi.
A partir de 2011 deixa de plantar a Secció Especial, però no abandona les categories més altes plantant en primera A en 2011 "El que et rondaré morena" per Gravador Esteve-Cirilo Amorós i en 2012 "Marquesats, ducats i altres comtats" per Sant Vicent-Periodista Azzati amb resultats irregulars. Més enllà de la capital obté magnífics reconeixements a la ciutat d'Alzira plantant per Camí Nou la millor Falla de l'any 2012.
Trobem en la seua producció artística Falles per a pobles com Silla, Catarroja, Peníscola i Montserrat, localitat aquesta última on va plantar durant més d'una dècada.
Destacada també és la seua presència a les Fogueres d'Alacant on ha signat la Foguera municipal en l'any 1998, diferents obres infantils per Carolines-Altes aconseguint el primer premi i creacions per la categoria especial als districtes de Sant Blai de Dalt o Port d'Alacant entre d'altres.
En 2012 tanca el seu taller per dedicar-se a col·laborar amb altres artistes en la pintura i el disseny de Falles.